# Richard Tisserand
Richard Tisserand (bürgerlich Richard Weber; * 10. März 1948 in Eschenz; † 23. November 2022) war ein Schweizer Maler und Zeichner.

## Leben und Werk
Richard Tisserand lebte und arbeitete ab 1971 abwechselnd in seinen Ateliers in Paris, Stein am Rhein und Neuhausen am Rheinfall.
Er stellte regelmässig in Frankreich, Deutschland und der Schweiz aus. Von 2005 bis 2022 war er Kurator im «Kunstraum Kreuzlingen» und im experimentellen «Medienzentrum Tiefparterre». Bis 2012 war er Mitglied der Kulturkommission des Kantons Thurgau.
1984 erhielt er den Adolf-Dietrich-Förderpreis der Thurgauischen Kunstgesellschaft, 1988 den Thurgauer Kulturpreis und 1992 den Preis von Eschenz. Seine Werke sind in der Sammlung des Kunstmuseums Thurgau umfassend repräsentiert.